# Ola Olofsson
Ola Olofsson, född 1972, är en svensk beachvolleybollspelare och för närvarande anställd verksam journalist och webbredaktör hos Helsingborgs Dagblad  och Sydsvenskan.[källa behövs] Svensk mästare 1998 och 1999 tillsammans med Jörgen Eriksson. Han är även tvåfaldig svensk mästare i inomhusvolleyboll med Örkelljunga VK, 1999 och 2002, och har spelat 29 A-landskamper för Sverige.